# Maison Jean Escoffier
La maison Jean Escoffier est un immeuble situé à Pérouges, en France.
L'édifice est classé au titre des monuments historiques en 1921.